# 황화물
황화물(黃化物, sulfide)은 최저 산화수가 2-인 황의 음이온을 가리킨다. 황화물은 또한 유기황 화합물의 하나로서 역겨운 냄새로 유명한 티오에테르의 옛 용어이기도 하다.

## 예
- 황화 수소
- 황화 카드뮴
- 이황화 탄소
- 황화 납
- 이황화 몰리브덴
- 황 머스터드
- 황화 은
- 황화 나트륨
- 황화 아연
- 폴리페닐렌술파이드
- 황화 셀레늄

## 황화물의 제조법
황화물의 제조법(preparation)

## 황화물의 반응
황화물의 반응. Nu는 친핵체(nucleophile)이다.

## 같이 보기
- 황